# Форкалкјере
Форкалкјере (фр. Forcalqueiret) насеље је и општина у Француској у региону Прованса-Алпи-Азурна обала, у департману Вар која припада префектури Брињол.
По подацима из 2011. године у општини је живело 2547 становника, а густина насељености је износила 246,56 становника/km². Општина се простире на површини од 10,33 km². Налази се на средњој надморској висини од 296 метара (максималној 528 m, а минималној 284 m).

## Демографија
| 1962. | 1968. | 1975. | 1982. | 1990. | 1999. | 2011. |
| ----- | ----- | ----- | ----- | ----- | ----- | ----- |
| 163   | 215   | 315   | 744   | 1.313 | 1.665 | 2.547 |

График промене броја становника у току последњих година